# 夏偉林
，PC，FRSL（1961年3月26日—），英國保守黨政治家，現為上議院議員兼牛津大學校監，曾任下議院議員、保守黨黨魁、外交大臣及下議院領袖。

## 早年
他生于约克郡的羅瑟勒姆镇。先后就读于 Ripon Grammar School 和 Wath Comprehensive School。他父母经营一家软饮料制造公司，他在学习假期经常到那里帮忙工作。
1977年，16岁的他在保守党大会上发表演讲成为当时英国的一大新闻。
他先就读于牛津大學莫德林學院学院的哲学、政治与经济学，获得一等毕业学位。他曾是牛津大学保守黨协会(OUCA)的主席。后来他获得欧洲工商管理学院工商管理硕士，后来为麦肯锡公司做管理咨询工作，在那里Archie Norman(英国商人与政治家)成为他的良师益友。

## 政治生涯
1989年在補選中首次當選英國下議院議員。1992年英國大選後，他于1994年首度進入內閣，擔任社會保障國務大臣。1997年英國大選，保守黨慘敗，他其後接替馬卓安出任黨魁，兼任反對黨領袖。2001年英國大選，保守黨再度慘敗，他辭去黨魁一職，成為自1921年以來首位未出任首相的保守黨黨魁。2010年保守黨和自民黨的聯合政府上台後，他出任外交大臣和下議院領袖。之後他於2015年不再競逐連任國會下議院議員，退出政壇。同年獲封終身貴族，並因而晉身上議院。

## 卸任後
2024年，夏偉林參選牛津大學因應彭定康卸任而展開的校監選舉。校方2024年10月16日確認了在包括他在內的38位參選人的資格。11月5日，校方宣佈夏偉林與文德森、葛偉富等五人一同進入第二輪投票。11月27日，夏偉林當選牛津大學第160任校監，將於2025年初履新。

## 个人生活
1997年他与Ffion Jenkins结婚。
他目前是 Friends of the British Library(资助英国图书馆的公益组织)的副主席。他是European Youth Parliament UK（教育与慈善组织）的赞助人。他也是一名柔道学习者。他会弹钢琴并热爱音乐。他对自然历史和约克郡的乡村很热爱。

## 荣誉
- 旁觀者 的 "Parliamentarian of the Year Award" (1998)
- History Book of the Year in the 2005 British Book Awards, for William Pitt the Younger
- The Spectator's 'Speech of the Year Award' (2007)
- The Trustees Award at the 2008 Longman/History Today Awards
- Elected a Fellow of the Royal Society of Literature (2009)[12]
- 2015年獲英女皇伊利沙伯二世冊封為終身貴族。

### 头衔
- 夏偉林國會議員（William Hague MP） (1989–95)
- 非常尊敬的夏偉林國會議員（The The Right Honourable William Hague MP） (1995–2009)
- 非常尊敬的夏偉林國會議員 皇家文學學會院士（The Rt. Hon. William Hague FRSL MP） (2009-2015)
- 非常尊敬的夏偉林 皇家文學學會院士（The Right Honourable William Hague FRSL） (2015)
- 非常尊敬的列治文夏偉林男爵（The Right Honourable The Lord Hague of Richmond PC FRSL） (2015 - )

## 外部連結
- 官方網站
- Profile at the Foreign & Commonwealth Office
- 夏偉林的X（前Twitter）
- 夏偉林在互联网电影资料库（IMDb）上的資料（英文）
- 來自《卫报》有關夏偉林的新闻和评论
- 夏偉林在《紐約時報》上的節選新聞及評論
- William Hague （页面存档备份，存于） collected news and commentary at The Telegraph